# Martí Casadevall i Mombardó

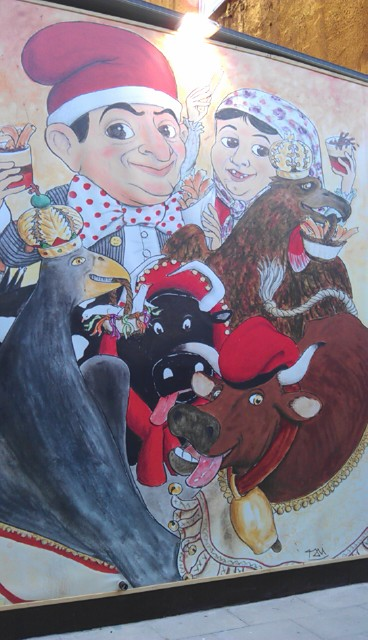
„El Cucut i la Xurruca“, die ursprünglich von Martí Casadevall modellierten Figuren hier in einer Darstellung des Karikaturisten Tavi Algueró mit anderen volkstümlichen Figuren der Stadt Olot, 2015

Martí Casadevall i Mombardó, kurz oft Martí Casadevall, (* 1886 in Olot; † 1968 ebenda) war ein katalanischer Maler, Bildhauer und Skulpteur.
Casadevall studierte an der Escola de Belles Arts d’Olot bei Josep Berga i Boix Zeichnung, Malerei und Skulptur. Er zeigte sich im Fach Zeichnen und vor allem in der Skulptur hoch begabt. Er arbeitete schon in seiner Ausbildungszeit im Atelier von Berga i Boix mit. 1903 trat er in das Unternehmen „Las Artes Religiosas“, eine Fabrik für religiöses Kunsthandwerk von J. Sacrest in Olot ein. Für dieses Unternehmen modellierte er 1906 nach einer Idee des Zeichners Cornet die Figuren „El Cucut i la Xurruca“, ein Ehepaar, das zum Firmensymbol für das Atelier und zur Symbolfigur für den Olotenser Stadtteil Sant Ferriol wurde. 1916 wechselte er zum Kunstunternehmen „El Arte Christiana“. 1919 gründete er sein eigenes Atelier „Renaciemiento“.  1934 löste er Iu Pascual in der Leitung der Escola Menor de Belles Arts i Oficis (Schule für Bildende Künste und Kunsthandwerk‘) in Olot ab. Diese Schule leitete er bis 1951.